# Erster Hugenottenkrieg
Der Erste Hugenottenkrieg (1562–1563) war ein bewaffneter Konflikt zwischen Frankreichs Protestanten, den sogenannten Hugenotten, und Katholiken sowie der politisch zwischen den Parteien schwankenden Königinmutter Katharina von Medici, die seit Ende 1560 für ihren minderjährigen Sohn Karl IX. die Regentschaft führte. Er endete mit dem Edikt von Amboise, das den Hugenotten beschränkte Religionsfreiheit und zwei Sicherheitsplätze gewährte. Militärischer und politischer Führer der Hugenotten war Louis I. de Bourbon, Fürst von Condé, die katholischen Truppen unterstanden dem Kommando von Herzog Franz von Guise. Der Konflikt war der erste von acht Hugenottenkriegen.

## Gründe
Unter Katharinas ältestem Sohn Franz II. (1559–1560) und dessen Gattin Maria Stuart – deren Mutter Marie eine Angehörige der Guise war – besaß diese Familie eine dominierende Stellung in der französischen Politik. Die Regentin Katharina von Medici beabsichtigte deshalb die politische Macht der Guisen einzuschränken. Aus diesem Grund fand 1561 zu Poissy ein Religionsgespräch zwischen Katholiken und Hugenotten statt, das aber nicht zu der von der Königinmutter angestrebten Einigung führte. Deshalb wandte sich Katharina de Medici – obwohl selbst katholisch – den Hugenotten zu. Sie ernannte mit Michel de L’Hospital einen gemäßigten Kanzler, der 1562 das hugenottenfreundliche Edikt von Saint-Germain formulierte. Darin wurde den Hugenotten freie Religionsausübung außerhalb der festen Städte zugesichert. Außerdem wurde der Bourbone Anton von Navarra zum Generalstatthalter erhoben.

## Verlauf
Aufgrund des vom entmachteten Herzog Franz von Guise an Hugenotten vollzogenen Blutbads von Wassy scheiterte bereits im März 1562 Katharinas Versuch einer Toleranzpolitik. Über die Anzahl der Todesopfer existieren nur widersprüchliche Überlieferungen, einige Quellen schränkten die Zahl der Toten auf 23 ein, dagegen berichteten andere Aufzeichnungen von einigen hundert Opfern. Dem politischen Willen der Katharina de Medici entsprach das Blutbad von Wassy jedoch nicht. 
Der Prinz de Condé organisierte daraufhin ein Protektorat zugunsten der hugenottischen Gemeinden. Die Hugenotten übergaben Le Havre, eine Stadt an der Seine-Mündung, der englischen Königin Elisabeth I., die dieses Faustpfand gegen das 1558 verlorene Calais eintauschen wollte. In der Folge fanden nur kleinere Gefechte in der Normandie statt, bei denen allerdings Städte wie Rouen (siehe Belagerung von Rouen (1562)) verwüstet wurden. Der katholischen Armee gelang es aber nicht, ihre militärische Überlegenheit in einen Sieg umzusetzen.  
Die Truppen der Hugenotten unter dem Befehl des Prinzen de Condé und des Admirals Gaspard von Coligny verloren am 19. Dezember 1562 die Schlacht bei Dreux. Der Prinz von Condé geriet in Gefangenschaft der katholischen Armee unter Herzog Franz von Guise. Dieser wiederum wurde im Februar des folgenden Jahres bei der Belagerung von Orléans ermordet. Es folgte ein Waffenstillstand, der zum Edikt von Amboise führte.